# Association méditerranéenne internationale de la tomate
L'Association méditerranéenne internationale de la tomate (AMITOM) est une organisation internationale sans but lucratif qui rassemble les entreprises et organisations professionnelles du secteur de la tomate transformée situées autour de la mer Méditerranée. Ses adhérents appartiennent à dix pays, dont cinq membres de l'Union européenne (Espagne, France, Grèce, Italie et Portugal, qui sont les membres fondateurs), Israël, la Turquie, l'Égypte, et deux pays du Maghreb, le Maroc et la Tunisie. Neuf autres pays ont le statut de membre associé : Algérie, Émirats arabes unis, Malte, Ukraine, Iran et Syrie.
Cette organisation, créée en 1979, a son siège à Avignon (France). Elle est affiliée au Conseil mondial de la tomate d'industrie.

## Histoire
1979, création de l'organisation.
1980, la Turquie rejoint l'organisation.
En juin 2010, l’Égypte entre à son tour dans l'organisation par le biais du CFI.

## Membres

Membres de l'Amitom

Cette organisation comporte dix membres, dont cinq sont des représentants de pays de l’Union européenne, trois de l’Afrique du nord (deux du Maghreb) et deux du Moyen Orient.
Les représentants de pays de l’Union européenne sont :
- L'AGRUCON[N 1] pour l'Espagne
- La Société Nationale Interprofessionnelle de la Tomate ou SONITO pour la France
- La PEK[N 2] pour la Grèce
- L’AIIPA[N 3] pour l’Italie du nord, et l’ANICAV[N 4] pour l’Italie du sud, mais aussi, FEDERAGROALIMENTARE qui représente les coopératives de transformation[N 5] pour toute l'Italie.
- L’AIT[N 6] pour le Portugal.

Les représentants des pays hors de l’Union européenne sont : 
- La CFI[N 7] pour l’Égypte.
- Le Bureau israélien des dérivés de la tomate ou TPB[N 8] pour Israël.
- La Fédération des Industries de la Conserve des Produits Agricoles du Maroc ou FICOPAM pour le Maroc.
- Le Groupement Interprofessionnel de Conserves Alimentaires ou GICA, pour la Tunisie.
- L’Association des producteurs et exportateurs turcs de concentré de tomate ou SIID, pour la Turquie.

## Projets de recherche

### Lycocard
Le projet de recherche LYCOCARD vise à déterminer le « rôle du lycopène dans la prévention des maladies cardiovasculaires »

### Bioactive-net
Le projet de recherche BIOACTIVE-NET vise à réaliser une « évaluation et diffusion des stratégies pour l'extraction des composés bio actifs issus des résidus de la transformation de la tomate, de l'olive et du raisin »